# Christian Bösiger
Christian Bösiger (ur. 22 marca 1984 w Olten) – szwajcarski badmintonista, zdobył 2. miejsce w grze pojedynczej na Letnich Igrzyskach Olimpijskich w Pekinie.